# Мазуринска Кръмчая
Мазуринската Кръмчая или Кормчая (на руски: Мазуринская Кормчая) е български ръкопис от третата четвърт на XIV век, съхраняван в Руския държавен архив за древни актове в Москва, Русия.

## Описание
Ръкописът е българска редакция, съкратена преработка на Светосавската Кръмчия. Издаден е почти едновременно от Красимира Илиевска в 1999 година и в Москва в 2002 година.